# Domenico Pastorello
Domenico Pastorello (Bagnoregio, ... – Viterbo, 6 ottobre 1547) è stato un arcivescovo cattolico italiano.

## Biografia
Religioso dell'Ordine dei Frati Minori Conventuali, il 27 gennaio 1528 fu eletto vescovo di Alghero e il 13 novembre 1534 promosso alla sede arcivescovile di Cagliari. Fu padre al Concilio di Trento.
Morì a Viterbo il 6 ottobre 1547 e la sua salma, trasportata nella vicina città natale di Bagnoregio, fu tumulata nella chiesa del suo Ordine.